# Douglas DC-8
O Douglas DC-8 é um avião comercial a jato, produzido pela companhia estadunidense Douglas Aircraft Company. O Douglas DC-8 foi o primeiro jato comercial produzido pela Douglas, utilizado principalmente para rotas intercontinentais. Equipado com quatro motores a jato, demonstrou ser uma excelente aeronave, que só não teve maior sucesso devido a um erro de estratégia, pois teve seu projeto iniciado um ano após a entrada do Boeing 707, seu concorrente direto, que alavancou o fabricante de Seattle para a supremacia entre os fabricantes norte-americanos. Foi o primeiro avião de passageiros a quebrar a barreira do som, fato que ocorreu durante um voo de testes, com a aeronave em mergulho.

## História

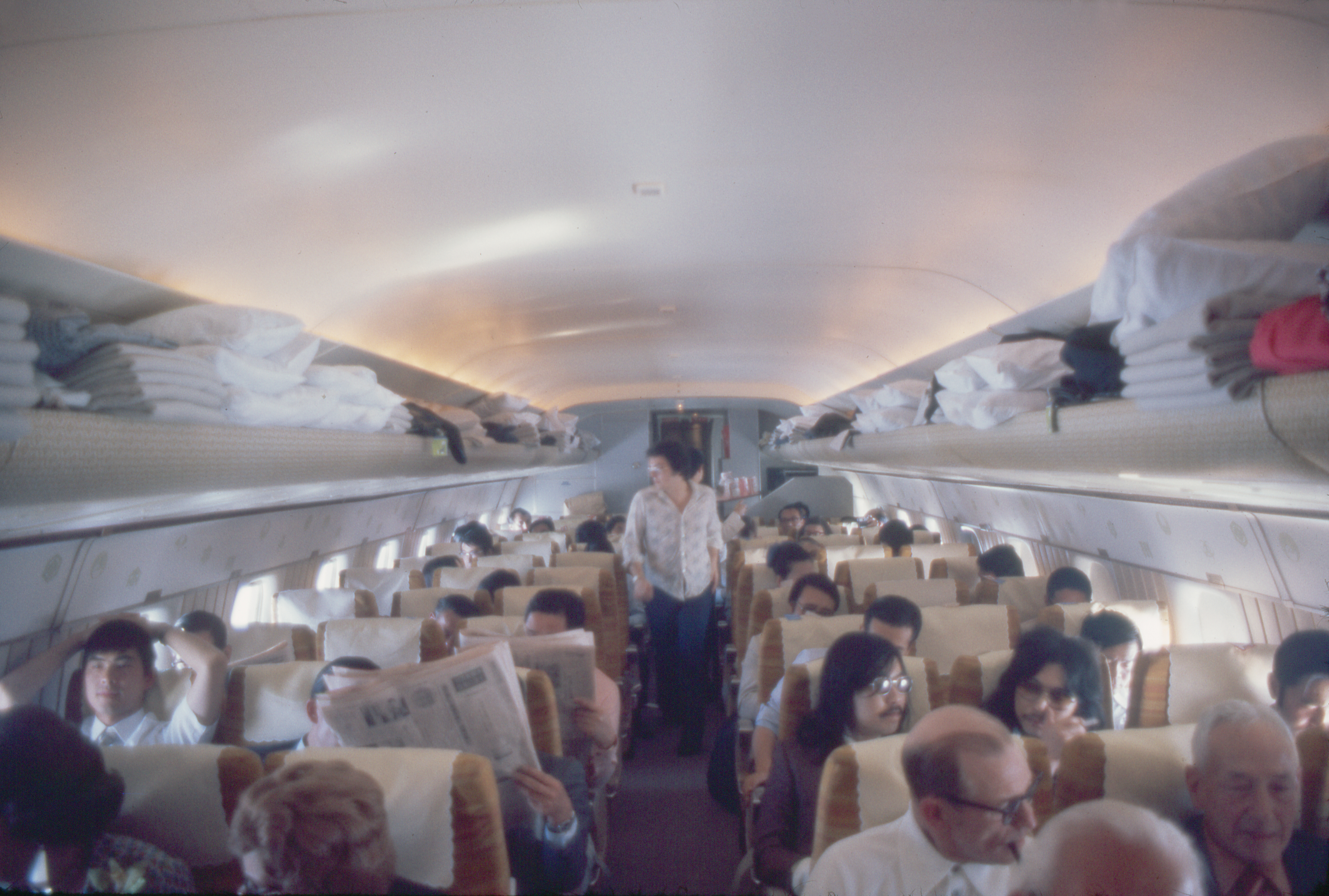
Interior de um DC-8 na configuração 3-3.

Com o lançamento do Boeing 707 em 1954, a Douglas começou a correr atrás do prejuízo. A estrutura do avião foi projetada de maneira a garantir a maior segurança possível, por exemplo, foi um dos primeiros aviões a utilizar titânio em sua estrutura. O DC-8 foi lançado graças a uma encomenda da Pan American, em outubro de 1955. O presidente da Pan Am, Juan Trippe, que tanto colaborou no desenvolvimento do 707, surpreendeu a todos ao anunciar simultaneamente a encomenda de 20 Boeing 707 e de 25 DC-8.

### No Brasil

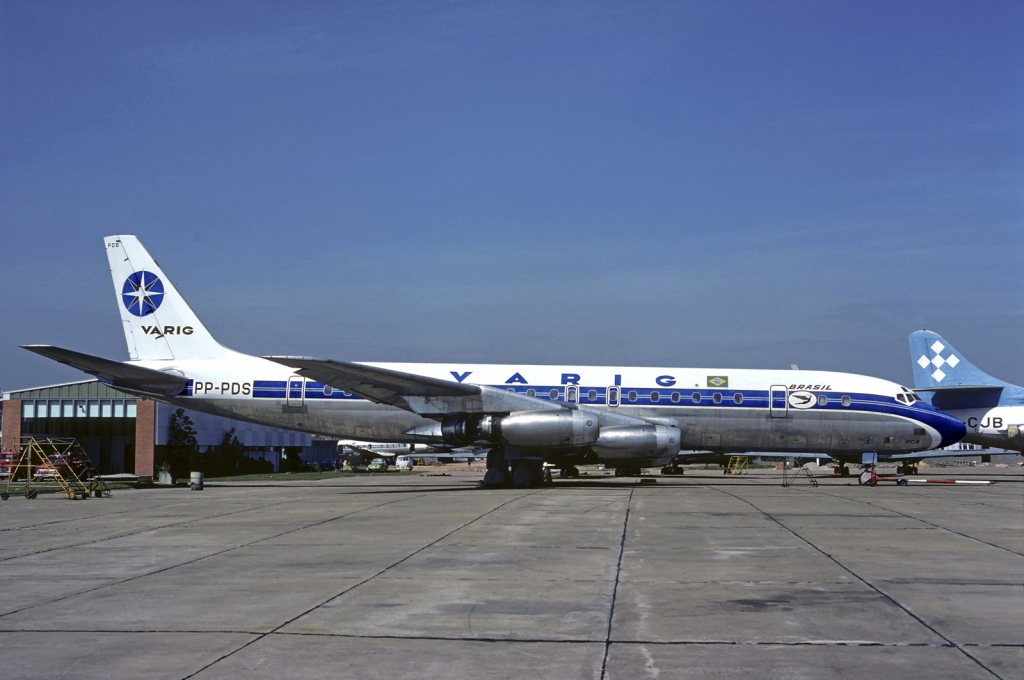
DC-8 da Varig em 1977.

No Brasil, sua primeira operadora foi a Panair do Brasil no início da década de 1960. Foram modelos DC-8-33, num total de 4, o PP-PDS, PP-PDT, recebidos novos em 1961 e PP-PEA, PP-PEF transferidos da Pan Am. Infelizmente um deles, o PP-PDT foi perdido em um acidente no Aeroporto do Galeão. O PP-PEF saiu da Panair e passou por várias empresas foi convertido a cargueiro e está parado em Mojave (Estados Unidos).
Após o fechamento compulsório da Panair, dois destes, o PP-PDS e o PP-PEA juntaram-se à frota da VARIG. O PP-PEA acidentou-se no Aeroporto de Monróvia, na Libéria em 1967 e o PP-PDS operou por várias empresas foi convertido a cargueiro e depois foi canibalizado em Iquitos (Peru).
Além dessas empresas, o DC-8 foi também operado pelas seguintes companhias:
- Air Vias: (1) DC-8-62H (PP-AIY).
- Digex Cargo: (2) DC-8-62F (PP-DGP e PT-MDF).
- TCB: (1) DC-8-52F (PP-TPC), (1) DC-8-54F (PP-TAR e PP-TNZ) até 2005.
- ABSA Cargo: (1) DC-8-71F (PP-ABS), (1) DC-8-61F (PR-ABA).
- VASP: (3) DC-8-71F (PP-SOO, PP-SOP, PP-SOQ) entre 1991 e 1993.
- BETA Cargo: (4) DC-8-73F (PP-BEL, PP-BEM, PP-BET, PP-BEX) entre 2002 e 2011.
- Promodal Transportes Aéreos: DC-8-71F (PR-GPT) entre 2003 e 2005 .

Atualmente o DC-8 não é usado no Brasil.

## Primeira geração
- DC-8-10 : Primeiro modelo.

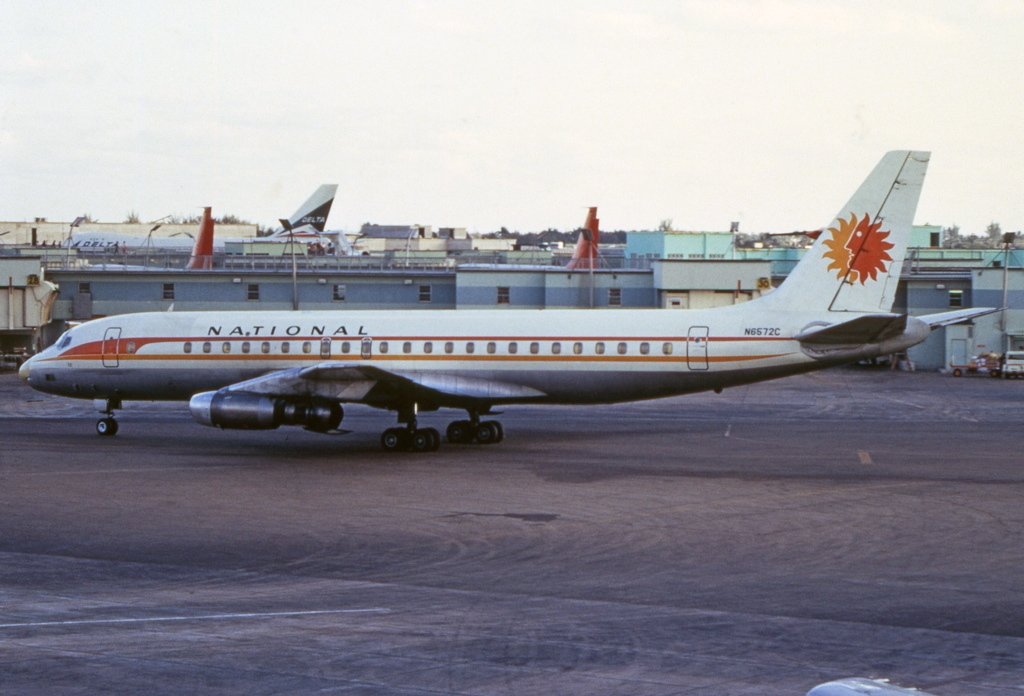
DC-8-21.

DC-8-11 : Foi desenvolvido para uso doméstico. Alimentado por turbojatos Pratt & Whitney JT3C-6 com 13.601 lbf (60,5 kN). O modelo tinha ponta de asas com alto arrasto e foram posteriormente convertidos para o padrão DC-8-12.
DC-8-12 : Teve as pontas das asas modificadas e ganhou slots nos bordos de ataque com 80 polegadas de comprimento entre os motores em cada asa e mais 34 polegadas entre os motores internos e a raiz das asas. Junto aos slots havia pequenas "portas" localizadas no intradorso e no extradorso, que fechavam-se para o voo de cruzeiro e abriam-se para o voo em baixa velocidade. O peso máximo aumentou de 120 toneladas para quase 124 toneladas. 28 DC-8-10s foram produzidos. Este modelo foi originalmente chamado "DC-8A" até que a série 30 foi introduzida.
- DC-8-20 : Motores mais potentes.

DC-8-21 : Alimentado por turbojatos Pratt & Whitney JT4A-3 com 15.916 lbf (70,8 kN), permitiu um aumento de peso para 125 toneladas. 34 DC-8-20s foram produzidos. Este modelo foi originalmente chamado "DC-8B", mas foi renomeado quando a série 30 foi introduzida.
- DC-8-30 : Desenvolvido para rotas intercontinentais. Foi a versão de maior sucesso, com maior capacidade de combustivel e maior alcance.

DC-8-31 : O DC-8-31 foi certificado em março de 1960 com motores JT4A-9 de 16.906 lbf (75,2 kN) e peso máximo de decolagem de 136 toneladas.
DC-8-32 : O DC-8-32 foi semelhante, mas permitia 140 toneladas de peso máximo de decolagem.
DC-8-33 : Foi lançado em novembro de 1960 com turbojatos JT4A-11 de 17,625 lbf (78,4 kN). Uma modificação permitiu o posicionamento dos flaps a 1,5° para maior eficiência em cruzeiro. Recebeu trem de pouso mais robusto e peso máximo de 143 toneladas. Muitos DC-8-31 e DC-8-32 foram atualizados para este modelo. Um total de 57 DC-8-30s foram produzidos.
- DC-8-40 : Novos motores, mais silenciosos e menos poluentes.

DC-8-41 e DC-8-42 : Tinham motores Rolls-Royce Conway com 17.625 lbf (78,4 kN). Tinham peso de 136 e 140 toneladas, respectivamente.
DC-8-43 : Teve a configuração de flap de 1,5 ° do -33 e as asas ficaram 4% maiores, o que diminuiu o arrasto e aumentou a capacidade de combustível. O alcance aumentou 8%, a capacidade de carga aumentou em 3 toneladas e a velocidade de cruzeiro aumentou em mais de 10 nós. Estas modificações foram incluídas em todos os futuros DC-8s.
- DC-8-50 : Versão alongada com alcance ainda maior. Foi o primeiro a ter uma versão cargueira.

DC-8-51 , DC-8-52 e DC-8-53 : Todos tinham motores JT3D-1 com 17.108 lbf (76,1 kN) ou JT3D-3B com 18.120 lbf (80,6 kN), variando principalmente em seus pesos: 125, 136 e 143 toneladas, respectivamente.
DC-8-55 : O DC-8-55 chegou em junho de 1964, mantendo os motores JT3D-3B, mas com estrutura reforçada das versões de carga e 147 toneladas de peso máximo. 88 DC-8-50s foram fabricados.

## Nova Geração

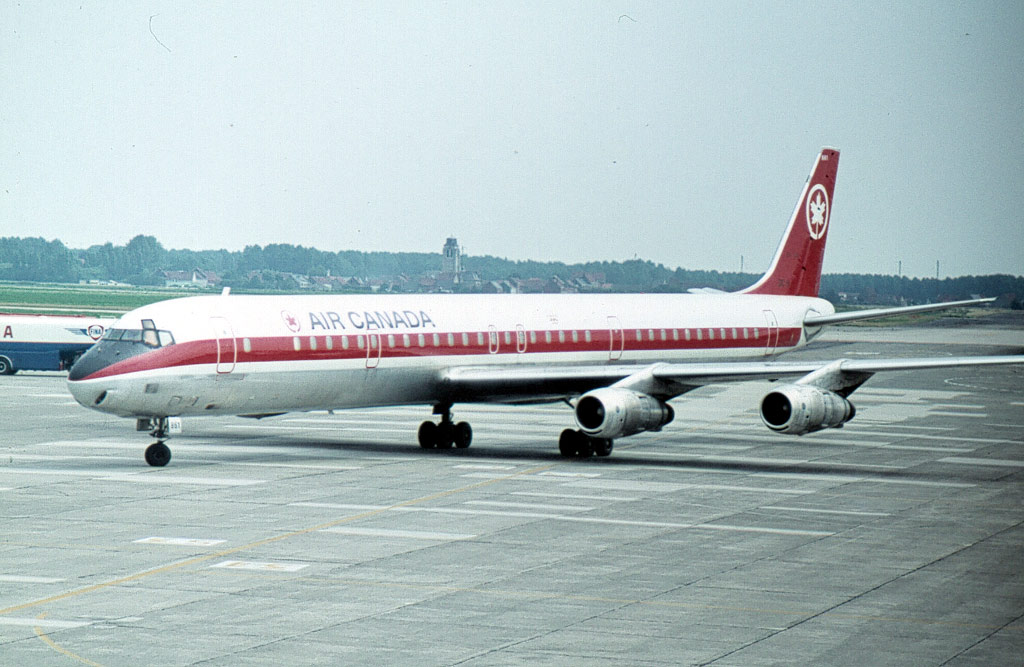
DC-8-61 da Air Canada.

Em 1965, a Douglas anunciou o desenvolvimento de uma nova versão da família DC-8. Esta nova geração caracterizou-se por sua fuselagem alongada, dando origem ao maior jato comercial do mundo, na época.
- DC-8-61 : Foi projetado para alta capacidade e médio alcance. Ela tinha as mesmas asas, motores e pilares como a -53, e escala sacrificado para ganho de capacidade. Tendo decidido esticar o DC-8, Douglas inseriu 20 pés (6 m) na porção frontal da fuselagem e 16 pés (5 m) na porção posterior, tendo comprimento de 187 pés (57 m) e dando a aeronave um perfil alongado, que, juntamente com o Boeing 757-300, é único. Dobrar as forças necessárias ao fortalecimento da estrutura, mas o DC-8 projeto básico já tinha uma distância ao solo suficiente para permitir o aumento de um terço do tamanho de cabine sem a necessidade de manobras no desembarque. Ela foi certificada em setembro de 1966 e, normalmente carregava 210 passageiros, ou 269 em configuração de alta densidade. Um total de 88 foram vendidos.
- DC-8-62 : produzido em abril de 1967. Ele teve um estiramento muito mais modesto de apenas 7 m / 2 m (com 3,3 m / 1 m plugues frente e para trás), a JT3D mais potentes motores-7 como a -63, e uma série de modificações para proporcionar maior alcance. Extensões wingtip 3,3 m (1) o arrasto reduzido e maior capacidade de combustível, e Douglas redesenhou o motor de vagens, estendendo-se os postes e substituindo novo curta e sucinta dos porões, todos na causa da redução de arrasto. Ligeiramente mais pesado que a -53 ou -61 a 166 toneladas (151 toneladas), e capaz de assento de 159 passageiros, a -62 teve uma escala com carga total de cerca de 5.200 milhas náuticas (9.600 km), ou aproximadamente a mesma que a -53 mas com quarenta passageiros extra. Um total de 67 foram construídos.
- DC-8-63 : Foi a última variante e entrou em serviço em junho de 1968. Ele combinava a fuselagem longa de -61 com os refinamentos aerodinâmicos, o aumento da capacidade de combustível, e JT3D-7 turbofans de -62. Isto rendeu um peso máximo à descolagem de quase 175 toneladas (159 toneladas) e uma série com carga total de 4.110 milhas náuticas (7.600 km). Um total de 107 foram construídos, um pouco mais de metade deles conversíveis ou cargueiros.
- DC-8-70 : As versões 71, 72 e 73 são nada mais, nada menos, que as versões 61, 62 e 63, respectivamente, com novos motores menos barulhentos.

DC-8-71 : O DC-8-71 conseguiu o mesmo fim, mas necessária modificação muito mais porque a -61 já não têm asas e motores melhorados deslocalização do -62 e -63. Pesos máximos de decolagem permaneceu o mesmo, mas houve uma ligeira redução na carga por causa dos motores pesados. Todos os três modelos foram certificadas em 1982 e um total de 110 60-Series DC-8 foram convertidos pelo tempo que o programa terminou em 1988.
DC-8-72 e DC-8-73 : O DC-8-72 e o DC-8-73 foram puramente os -62 e -63, substituindo os motores JT3D com 22.144 lbf (98,5 kN) CFM56-2 high-bypass turbofan em caixas novo construído pela Grumman.